# Vit glasvingefluga
Vit glasvingefluga (Scaeva pyrastri) är en tvåvingeart som först beskrevs av Carl von Linné 1758.  Vit glasvingefluga ingår i släktet glasvingeblomflugor, och familjen blomflugor. Arten är reproducerande i Sverige. Inga underarter finns listade i Catalogue of Life.

## Bildgalleri

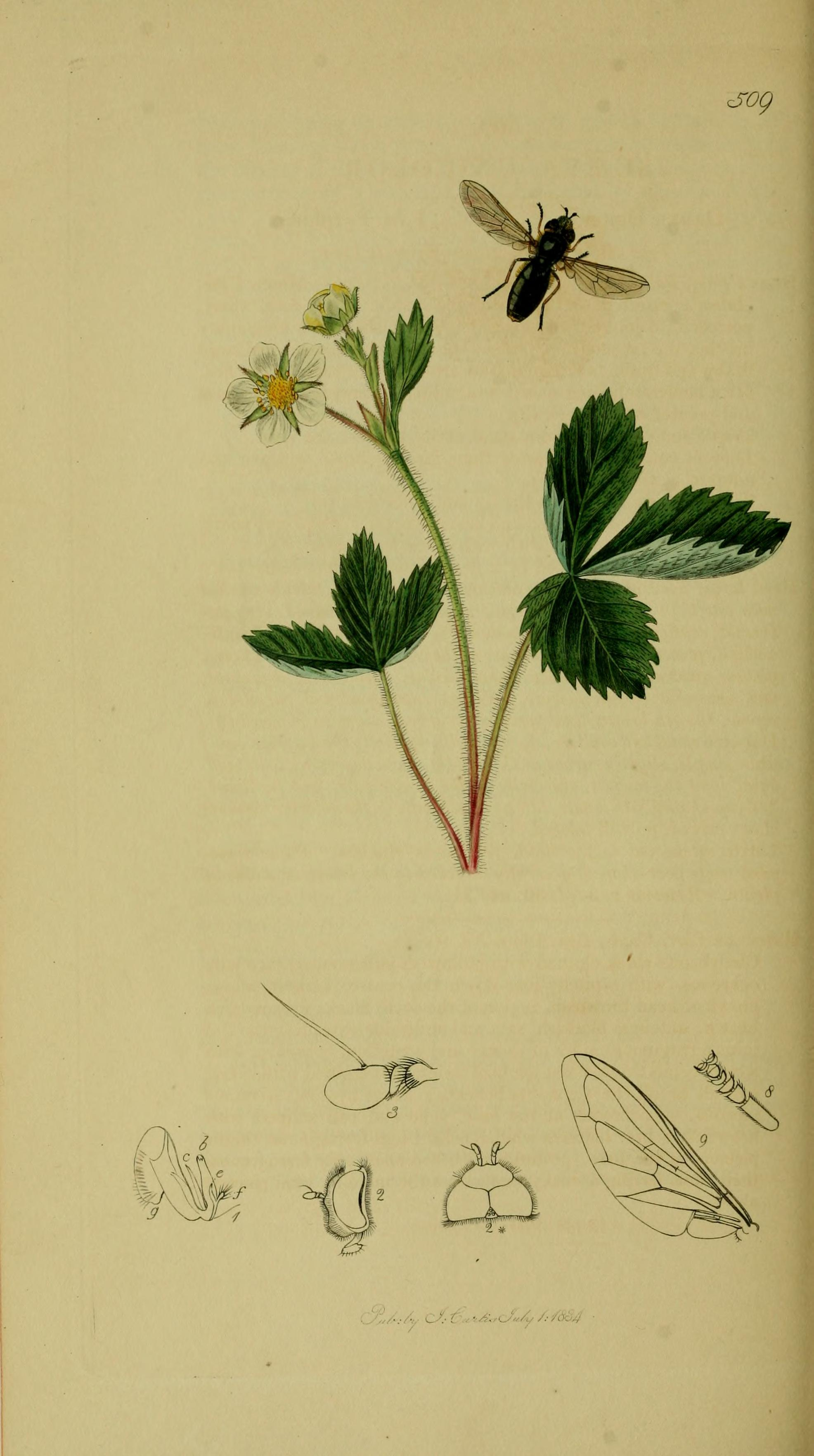
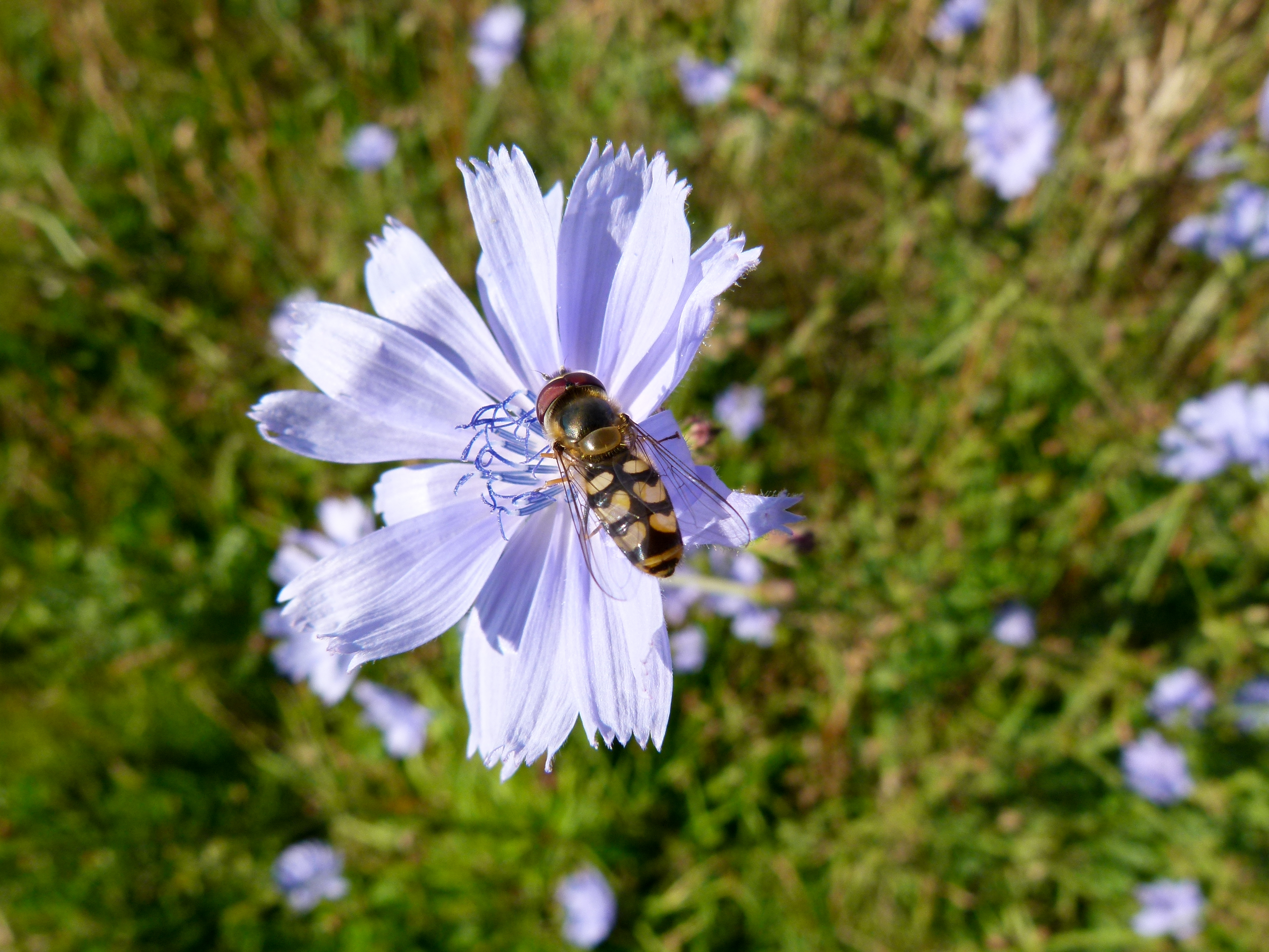
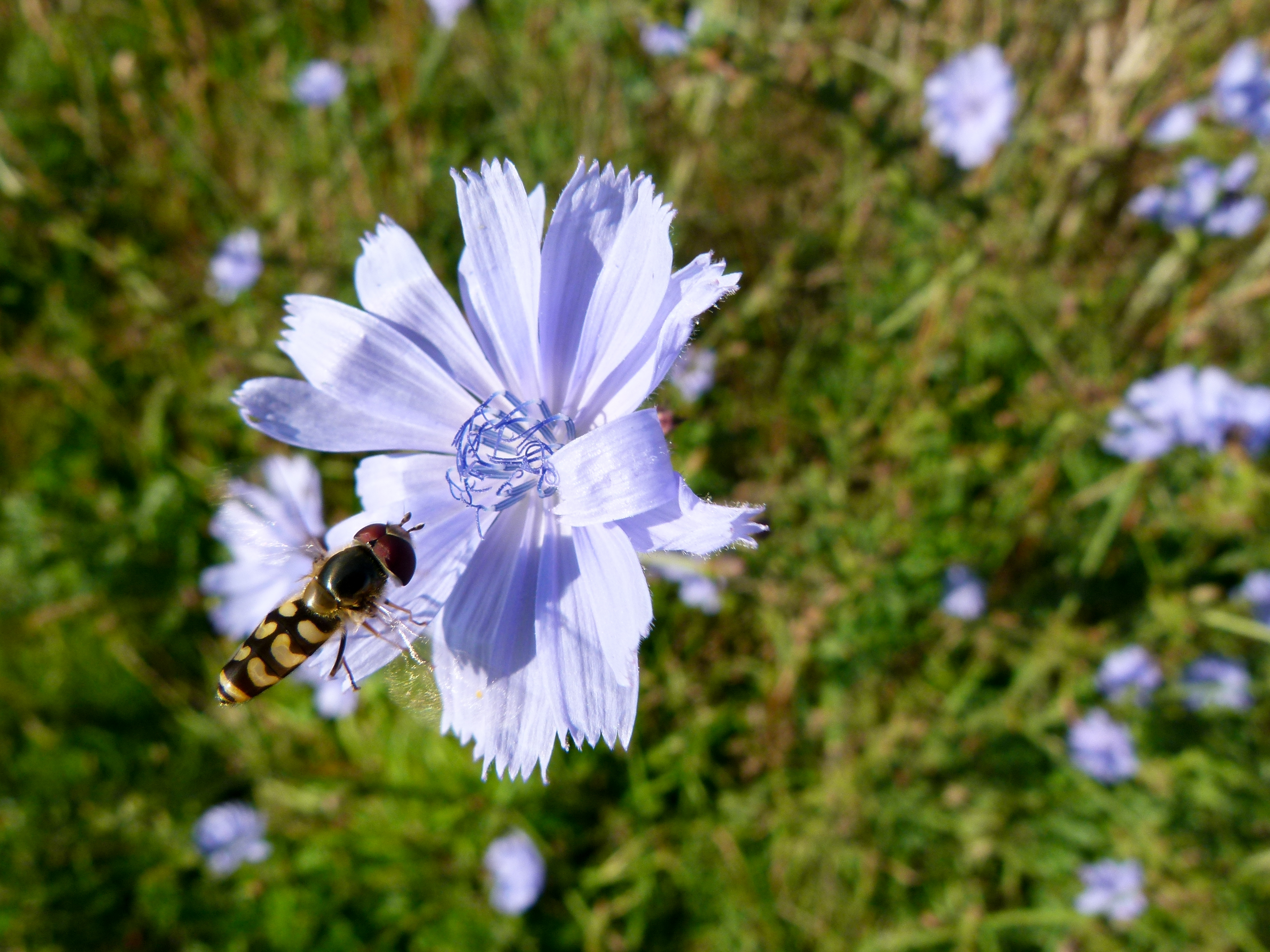
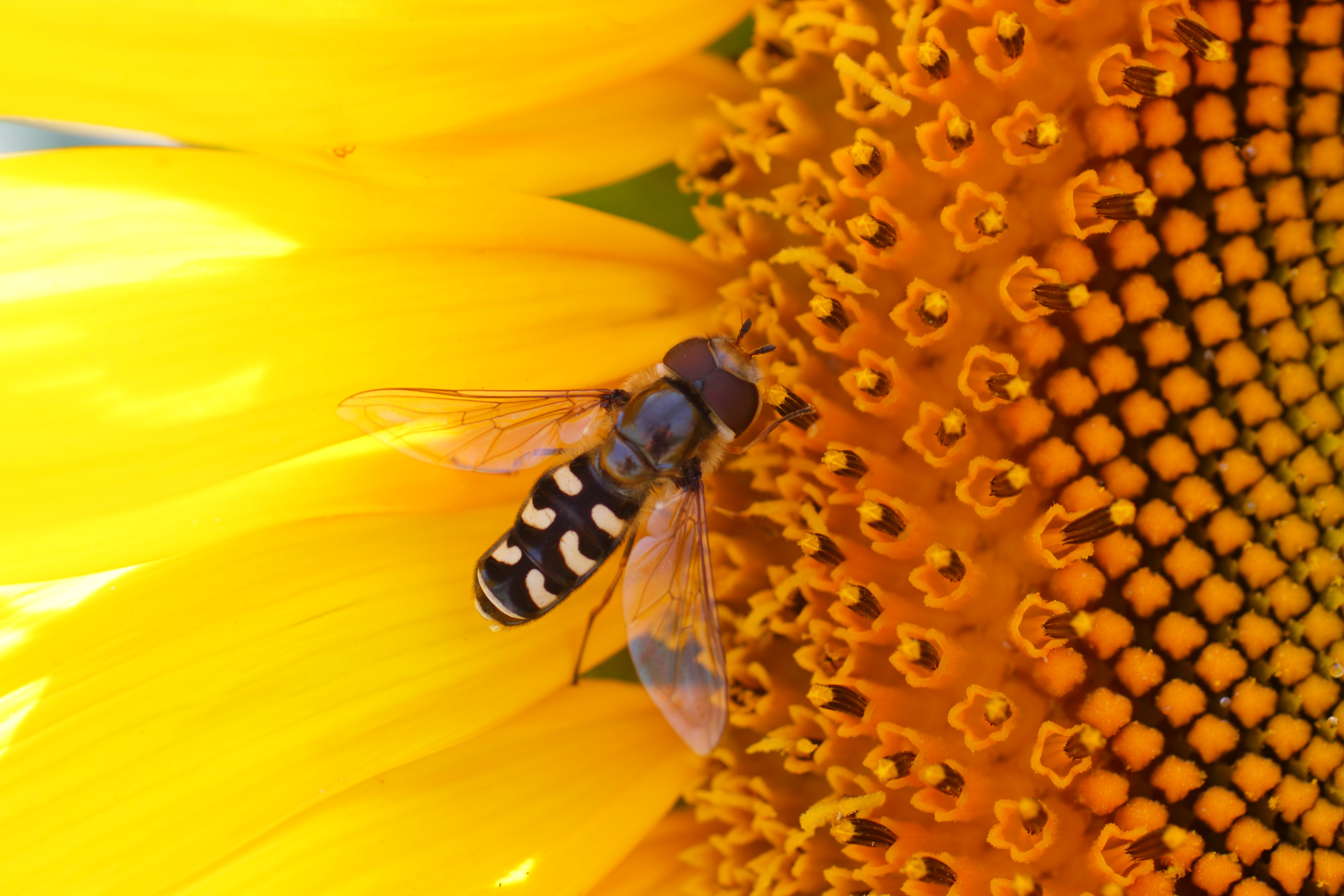
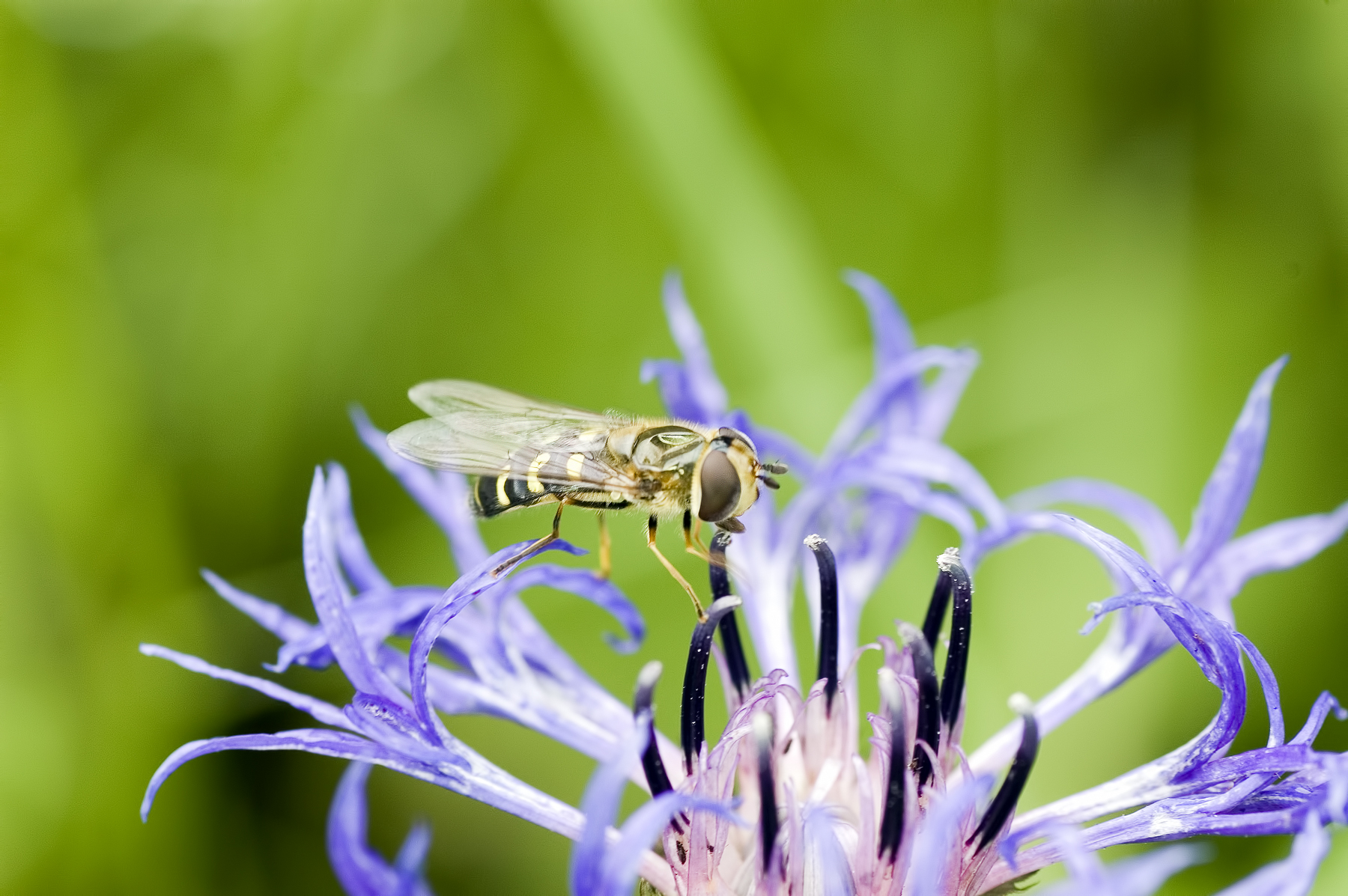